# Universitat de l'Havana
La Universitat de l'Havana va ser fundada el 5 de gener de 1728 pels frares dominics pertanyents a l'Orde dels Predicadors. És pública i és la institució educativa superior més antiga de Cuba, i una de les primeres d'Amèrica.

## Història

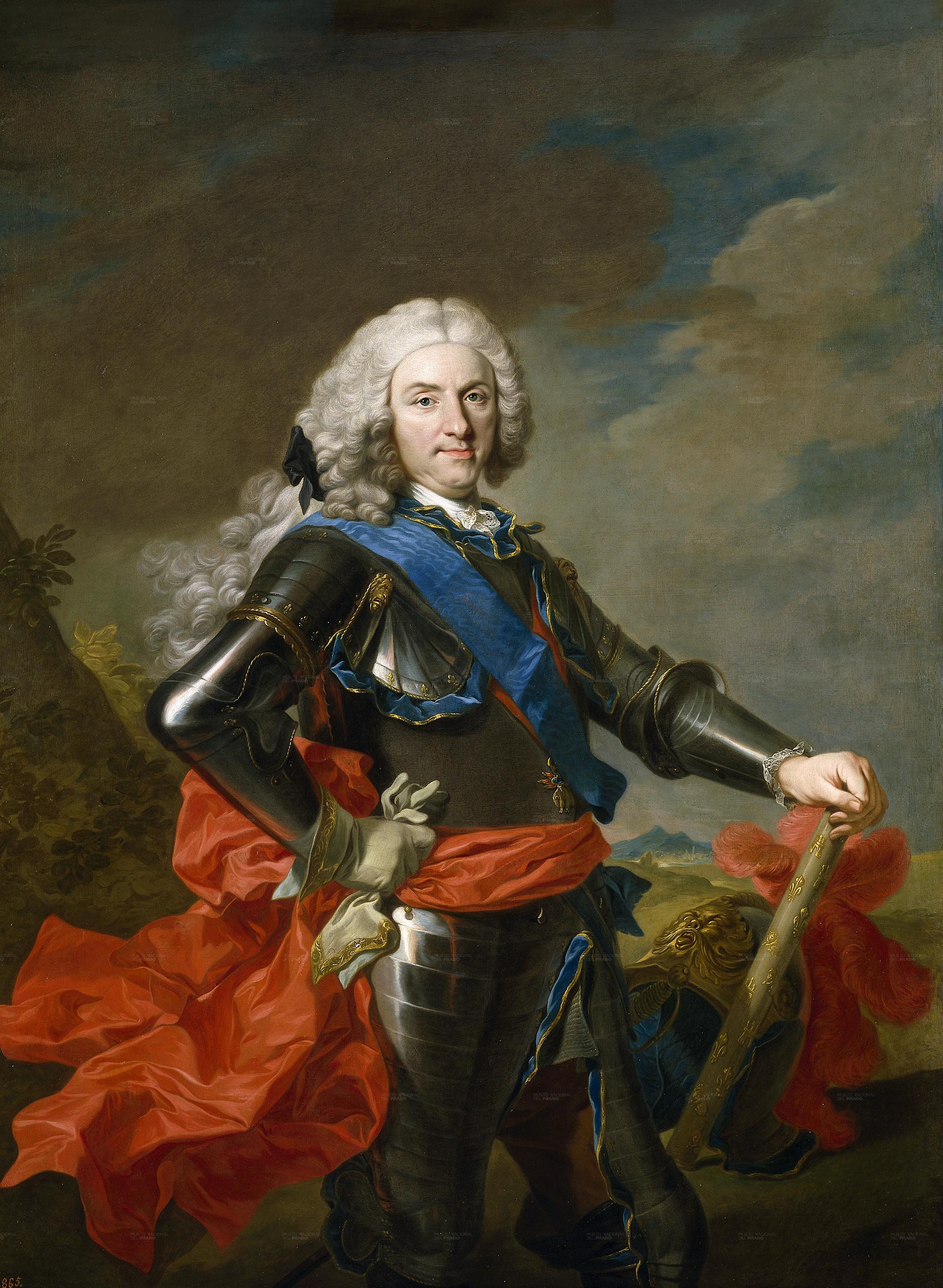
Retrat de Felip V, per Louis-Michel van Lloo (c. 1739). Oli sobre llenç, 154 x 113 cm, Museu del Prado

El seu primer nom va ser Real y Pontificia Universidad de San Gerónimo de La Habana. En aquella època les universitats necessitaven autorització reial o papal, fet que n'explica el nom. Qui van autoritzar la fundació de la universitat va ser el papa Innocenci XIII i el rei Felip V d'Espanya.
La Universitat de l'Havana va ser fundada el 5 de gener de 1728 pels frares dominics del convent de Sant Joan del Laterà, essent aquesta la primera universitat de Cuba. En l'acte d'inauguració es nomenà a fra Tomás Linares del Castillo com el seu primer rector, qui a partir d'aquest moment regiria les primeres facultats: Arts i Filosofia, Teologia, Cànons, Lleis i Medicina.
El 2 de gener de 1733 es presentaren els primers estatuts de la Universitat, però no fou fins a l'agost de 1735 que entraren en vigor. En ells s'establia que el govern de la Universitat havia d'estar constituït per un Rector, un Vicerector, quatre consiliaris, un Mestre de Cerimònies i un Secretari, i que cada any el Claustre Major realitzaria les eleccions per a aquests càrrecs. En aquesta primera etapa destacà un important catedràtic: Tomás Romay, autor de notables recerques en el camp de la medicina i la biologia.
El 1842, la Universitat va canviar el seu estatus per convertir-se en una institució secular, reial i literària. Després d'un procés de reformes, la Universitat de Sant Jeroni de l'Havana passà a ser una institució laica, i el 1850 canvià el seu nom per Reial i Literària Universitat de l'Havana i, en temps republicans, el nom es va canviar a Universitat Nacional. En aquesta segona etapa s'aprofundí el desenvolupament científic a la Universitat. Amb tal objectiu es fundà el museu d'història natural i el jardí botànic nacional passà a ser regit per la institució. Llavors l'ensenyament comptava amb les facultats de Jurisprudència, Medicina, Cirurgia i Farmàcia.

La universitat va ser inicialment establerta en el convent de Sant Joan del Laterà avui desaparegut i situat en el centre històric colonial de la ciutat (el qual es coneix com La Habana Vieja).

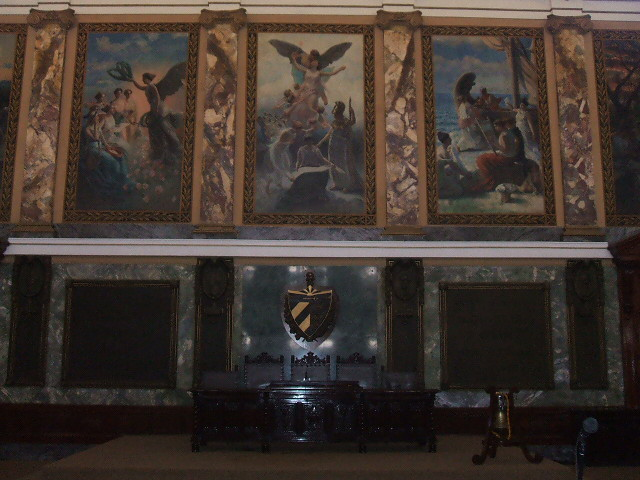
Aula Magna de la Universitat de l'Havana

Sota les idees del Pla Varona, en aquest període es porten a la universitat les més modernes idees docents de l'època. No obstant això, les condicions estructurals de l'edifici de Sant Joan del Laterà eren inadequades. L'1 de maig de 1902 començà el trasllat de la Universitat al pujol d'Aróstegui, situat al barri d'El Vedado, prop de la Quinta de los Molinos. Avui dia es coneix com el «pujol universitari» o també com el «llom de la pirotècnia». En aquesta època començà també una important etapa de la seva història: fets com la creació de la Federació Estudiantil Universitària, el pronunciament dels discursos de José Antonio Echeverría, el descens per la seva àmplia i ampla escalinata de la Generació del Centenari en la seva històrica marxa de torxes i la valentia demostrada pels seus estudiants, són alguns dels esdeveniments notables que poden esmentar-se.
Els interiors de l'Aula Magna de la Universitat de l'Havana és on reposen les restes del pensador cubà Félix Varela, van ser decorats per l'artista Armando Menocal i representen, al·legòricament, les principals facultats que existien en l'època, Medicina, Ciència, Art, Pensament, Arts liberals, Literatura i Dret.

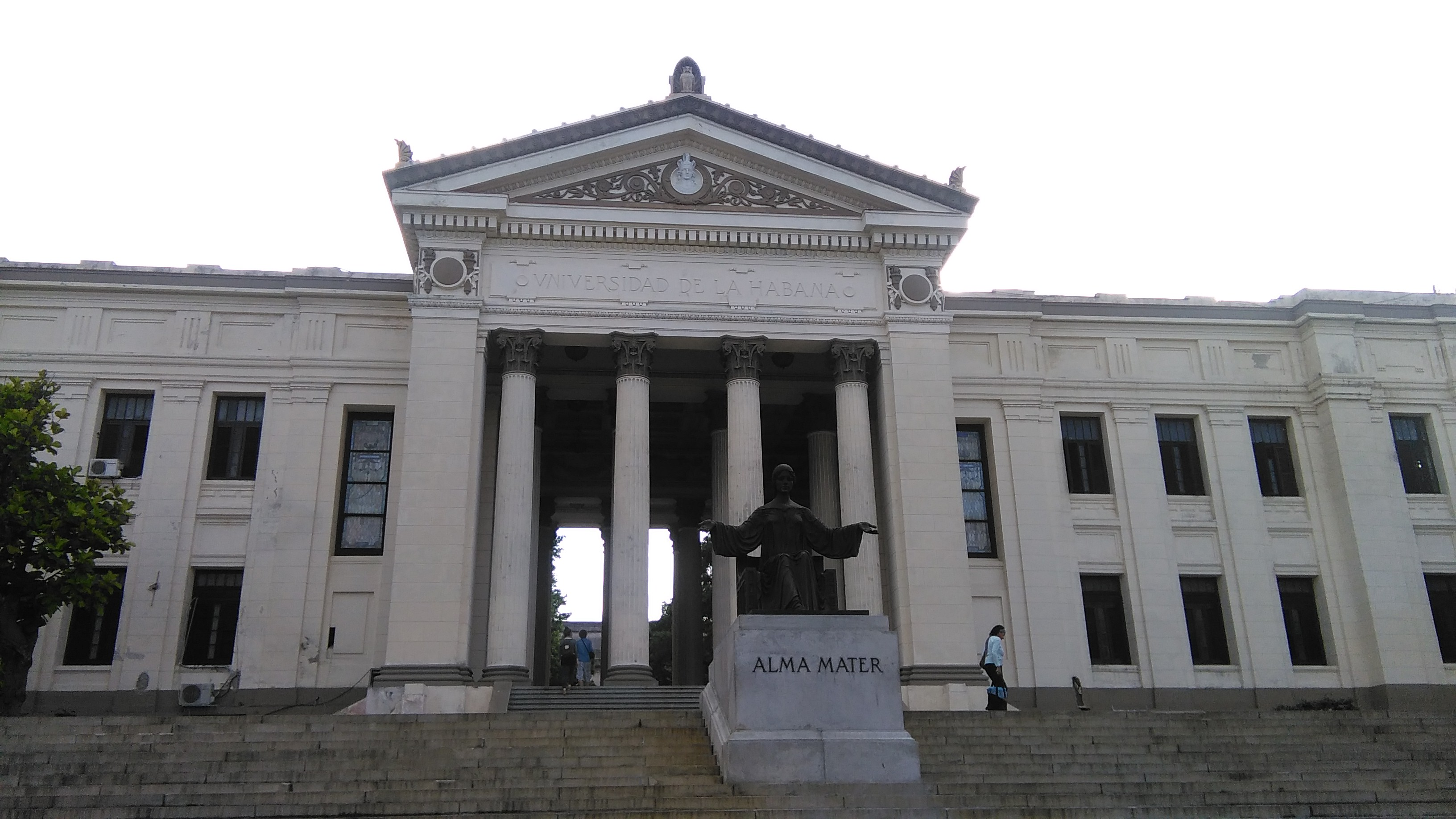
Rectorat de la Universitat de l'Havana

A l'entrada principal de la UH s'alça amb la seva arquitectura neoclàssica el rectorat, inspirat en el Partenó grec, i just entre el rectorat i la gran escalinata de 88 nivells s'alça una estàtua en bronze, l'Alma mater, símbol de la universitat que amb els braços oberts dona la benvinguda a l'alumnat. L'escultura va ser creada el 1919 per l'artista txec Mario Korbel, la model per al rostre va ser la jove cubana Feliciana Villalón que llavors tenia 16 anys, filla de José Ramón Villalón, un professor de matemàtica analítica, i per al cos l'artista prengué de model una dona mestissa de més edat.
En diverses ocasions durant el segle XX la UH va ser obligada a tancar temporalment les seves portes o li van ser imposades limitacions en les matrícules d'algunes de les facultats, destacant el tancament de la Facultat de Dret i Economia durant anys, Aquestes mesures van ser preses perquè el seu cos docent i l'estudiantat tenien ja una llarga tradició d'activisme polític.
Va ser una de les primeres universitats llatinoamericanes a adoptar l'Autonomia Universitària, que va ser substituïda des de l'arribada de Fidel Castro al poder i per la implantació de la màxima que «la Universitat és per als revolucionaris».
La Universitat de l'Havana, compta amb un important estadi on se celebren els jocs esportius universitaris amb més tradició al continent, els «Juegos Caribes», dels quals han sorgit destacats esportistes coneguts pels seus resultats internacionals. Atenent a aquesta tradició esportiva, en els plans d'estudis de totes les facultats, l'assignatura d'Educació Física és obligatòria durant almenys dos anys.
La biblioteca principal Rubén Martínez Villena va ser fundada el 1936.
Per la Llei d'11 d'agost de 1919, sancionada pel President de la República, Mario García Menocal (1913-1921), la Universitat de l'Havana va quedar autoritzada per atorgar graus acadèmics honorífics denominats per tradició Doctor honoris causa. Tal potestat va quedar recollida així en els Estatuts Universitaris de 1942 i, posteriorment, en la Llei de Reforma Universitària de 1960.
La Llei del Sistema de Condecoracions i Títols Honorífics (Llei número 17, de 28 de juny de 1978) va derogar tàcitament tota la legislació honorífica universitària, però la seva força és tal que encara avui, es continuen atorgant els títols Doctor honoris causa, així com a gairebé totes les institucions universitàries del país, d'acord amb el principi de legalitat de l'activitat administrativa.

La Universitat de l'Havana, a més d'ocupar un setial d'honor en la història per la seva aportació a la lluita patriòtica, ha estat el centre de grans educadors cubans com Enrique José Varona, Luis de Soto, Vicentina Antuña, Mirta Aguirre, Hortensia Pichardo i un grup de pedagogs cubans que al llarg dels 300 anys de vida de la UH han ofert els seus coneixements per a benefici de les noves generacions. 

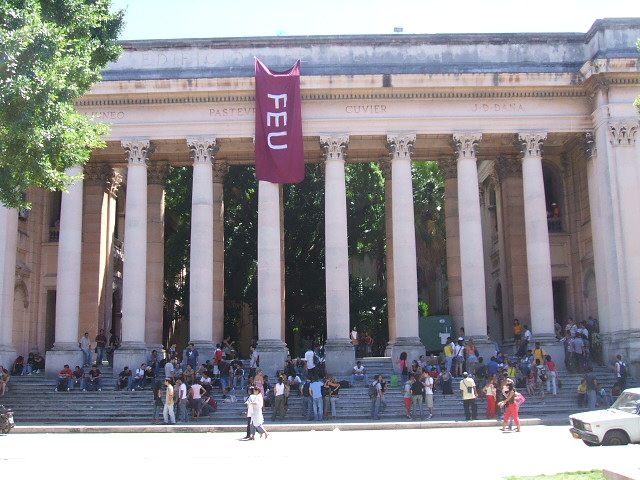
Facultat de Matemàtiques i Ciències de la Computació

Tanmateix, van ser fruit de les seves aules figures destacades de la política i de l'art de la talla de Fidel Castro. Compta actualment amb 17 Facultats (Biologia, Arts i Lletres, Farmàcia i Aliments, Educació a Distància, Dret, Psicologia, Filosofia, Sociologia, Comunicació, Economia, Comptabilitat i Finances, Geografia, Matemàtica i Computació, Química, Física, Estudis Turístics, i el Col·legi de Sant Jeroni que s'encarrega de formar els especialistes en Restauració i Museologia; a més de 15 filials municipals en les quals s'imparteixen les carreres de Psicologia, Dret, Comptabilitat i Finances, Sociologia, Estudis Socioculturals i Comunicació Social.) Actualment té una matrícula de 60 mil estudiants i s'estudien en ella 32 carreres (de cinc anys cadascuna, a excepció de Llengües Estrangeres que són sis).

## Després de la Revolució de 1959

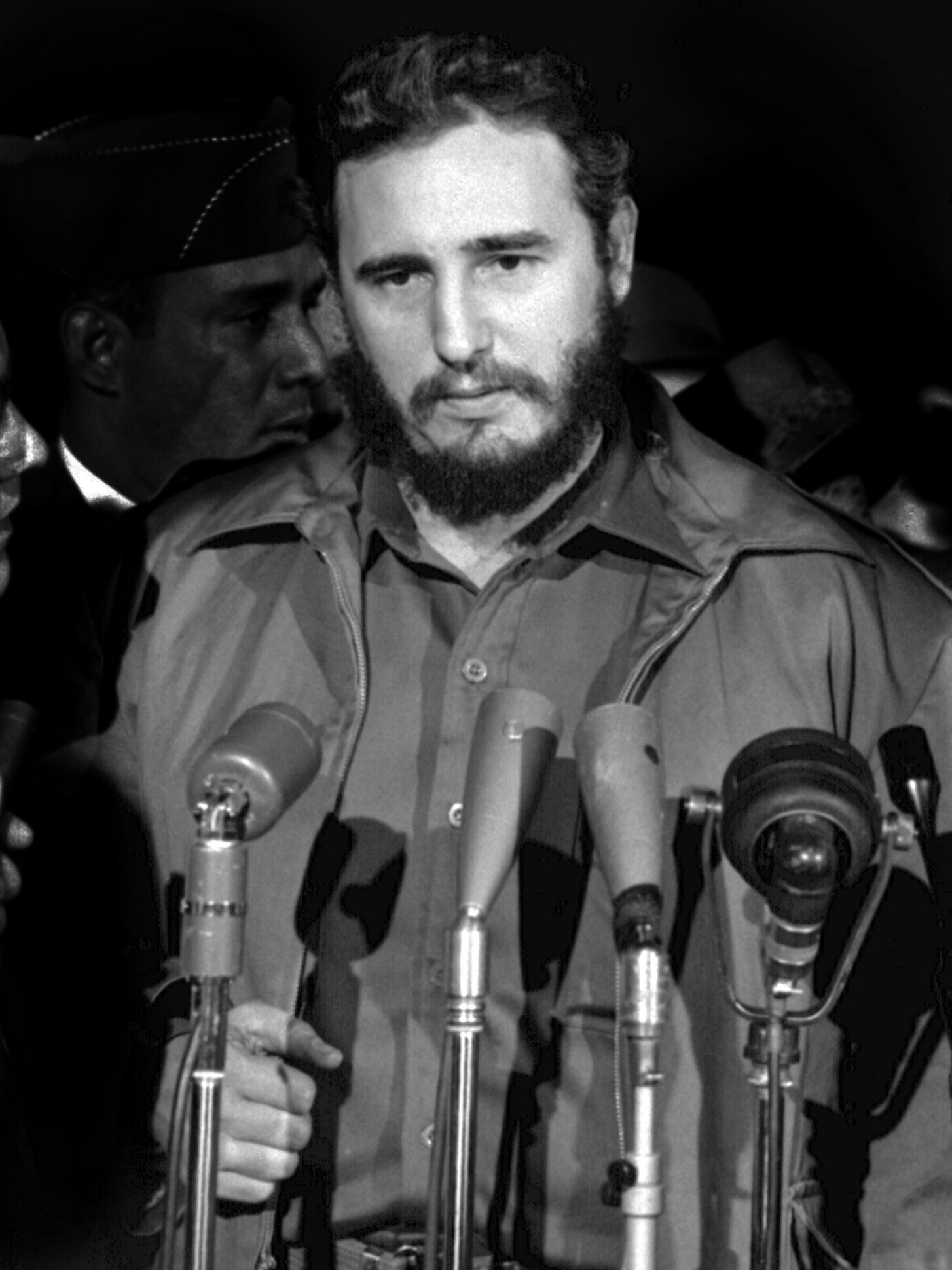
Fidel Castro

L'intel·lectual comunista, Juan Marinello, era el rector de la Universitat de l'Havana quan el 1962 es promulgà la reforma universitària. El Ministre d'Educació era Armando Hart, que va tenir també un paper rellevant en aquella reforma. Encara llavors no es procediria a la centralització del treball docent universitari que seria consagrat fins al present amb la creació, el 1976, del Ministeri d'Educació Superior. Des de llavors la labor universitària a Cuba quedaria subordinada a una institució que va tenir com a ministre al Comandant de Brigada Fernando Vecino Alegret durant tres dècades.
A propòsit del tancament del Diario de la Marina, el 13 de maig de 1960, a la Universitat de l'Havana es va escenificar l'enterrament simbòlic del «degà de la premsa cubana». L'acció va mobilitzar el rebuig del conegut periodista Humberto Medrano (1916-2012), que va publicar a Prensa Libre el text «Los enterradores».
Entre 1966 i 1972, José Millar Barruecos, «Chomi», mà dreta de Fidel Castro, fou el rector d'aquest centre docent. Durant aquells anys, Fidel acostumava a visitar la UH. A Millar com a rector el va seguir, breument, Oscar García, que fou substituït per Hermes Herrera. En el també breu període d'Hermes Herrera va ser lliurat, el 18 de juny de 1975, el títol de Doctor honoris causa en Ciències Històriques a Eric Williams, primer ministre de Trinidad i Tobago. A Hermes Herrera el va seguir com a rector de la UH José Eustaquio Remedios, el qual arribava des del rectorat de la Universitat Central de las Villas a Santa Clara.
L'arribada al rectorat de Fernando Rojas Ávalos marcà el començament d'una etapa fructífera per a la UH que s'estendrà fins a la sortida, el 1994, d'Armando Pérez Perdomo, qui substituí a Rojas al capdavant del centre d'estudis. Armando Pérez tenia, en assumir el seu càrrec, una àmplia experiència docent i era un home format a la Universitat de l'Havana.
A Armando Pérez el seguí Juan Vela Váldez, que arribava de la direcció de l'Institut de Ciències Mèdiques de l'Havana. Home proper a la cúpula del poder, exerciria com a rector dotze anys, fins que el 2006 va ser ascendit a Ministre d'Educació Superior.
Juan Vela suposà una nova etapa d'institucionalització de la Universitat de l'Havana que ha tingut, després d'ell, tres rectors més. Per un curt període Rubén Zardoya, sortit de la mateixa institució, i Gustavo Cobreiro durant diversos anys. Al novembre de 2018 el va succeir Miriam Nicado, la primera dona al capdavant d'aquesta casa d'alts estudis i també la primera afrodescendent. La seva carrera acadèmica no va ser feta a la Universitat de l'Havana sinó a la Universitat de Las Villas i, posteriorment, a la Universitat de Ciències Informàtiques.

## Indrets

### El parc delscabezones
Entranyable amagatall d'estudiants conspiradors i de parelles amoroses a la recerca de solitud, aquest parc dels cabezones de la Universitat de l'Havana encara passa inadvertit per a molts en la seva ubicació al fons del neoclàssic edifici de la Facultat de Matemàtica i Computació.
El seu nom oficial és Jardí de la Fama, però tothom l'anomena pel seu apel·latiu burleta. Als qui el van popularitzar no els va faltar raó, vistes allí les grans figures escultòriques, esculpides pel francès Philippe Garbeille a principis del segle xx, de les personalitats històriques: José de la Luz, Antonio Bachiller i el prevere Félix Varela, tres cubans il·lustres dels segles xviii i xix.
Valors patriòtics i culturals a banda, les tres efígies inciten a la broma no només per les seves evidentment desproporcionades testes –d'aquí el cabezones-, sinó per quelcom més singular encara: els seus rostres guarden entre si una sorprenent semblança, com si s'hagués representat escultòricament una sola persona amb tres indumentàries diferents.

## Alguns alumnes i professors destacats
- Ignacio Agramonte Loynaz
- Mahmud Ahmadinejad, President de l'Iran, Doctor honoris causa en Ciències Polítiques[7]
- Roberto Ampuero, escriptor i polític xilè
- Alfonso Bernal del Riesgo
- Fidel Castro Ruz
- Eduardo Chibás
- Carlos Juan Finlay y Barrés
- Armando Hart
- Celia Hart
- Felipe Kast, polític xilè
- Julio Antonio Mella
- Carilda Oliver Llaura
- Felipe Poey y Aloy
- Melba Hernández